# Alseda landskommun
Alseda landskommun var en tidigare kommun i Jönköpings län.

## Administrativ historik
När 1862 års kommunalförordningar trädde i kraft den 1 januari 1863 inrättades i Sverige cirka 2 400 landskommuner samt 89 städer och ett mindre antal köpingar.
Då inrättades i Alseda socken i Östra härad i Småland denna kommun.
Vid kommunreformen 1952 bildade den storkommun genom sammanläggning med de tidigare kommunerna Karlstorps landskommun, Skede landskommun och Ökna landskommun.
Den 1 januari 1956 överfördes från Virserums landskommun och Järeda församling i Kalmar län till Alseda landskommun och Ökna församling ett område med 159 invånare och omfattande en areal av 0,98 km², varav 0,92 km² land.
1971 upplöstes den år 1952 bildade kommunen genom sammanläggning med nybildade Vetlanda kommun.
Kommunkoden var 0637.

### Kyrklig tillhörighet
I kyrkligt hänseende tillhörde kommunen Alseda församling. Den 1 januari 1952 tillkom församlingarna Karlstorp, Skede och Ökna.

## Geografi
Alseda landskommun omfattade den 1 januari 1952 en areal av 410,15 km², varav 394,68 km² land. Efter nymätningar och arealberäkningar färdiga den 1 januari 1957 omfattade landskommunen den 1 november 1960 en areal av 410,40 km², varav 395,01 km² land.

### Tätorter i kommunen 1960
| Tätort     | Folkmängd |
| ---------- | --------- |
| Kvillsfors | 589       |
| Holsby     | 422       |
| Skede      | 275       |

Tätortsgraden i kommunen var den 1 november 1960 48,4 procent.

## Politik

### Mandatfördelning i valen 1938-1966
| 10 | 7 | 6 | 2 |

| 25 |

| 9 | 8 | 6 | 2 |

| 24 |

|  | 7 | 10 | 6 |  |

| 23 |

| 13 | 15 | 12 |

| 39 |

| 12 | 11 | 8 | 4 |

| 34 |

| 11 | 12 | 7 | 5 |

| 34 |

| 12 | 12 | 8 | 3 |

| 34 |

| 11 | 12 | 7 | 2 | 3 |

| 33 |